# Paweł Thomik
Paul Thomik (ur. 25 stycznia 1985 w Zabrzu) – niemiecki piłkarz polskiego pochodzenia występujący na pozycji prawego obrońcy lub prawego pomocnika. Posiada podwójne obywatelstwo.

## Kariera
Thomik rozpoczynał karierę w niemieckim FC Sürenheide. Później występował w juniorskich sekcjach Westfalii Wiedenbrück, FC Gütersloh i Bayernu Monachium, a także w amatorskiej ekipie „Bawarczyków”. Pierwszym klubem, z którym podpisał profesjonalny kontrakt, był SpVgg Unterhaching. Rozegrał w tym zespole 40 ligowych spotkań, w których strzelił 3 gole. Wystąpił również w dwóch meczach Pucharu Niemiec. Po dwóch latach gry, przeszedł do VfL Osnabrück. W przerwie zimowej sezonu 2009/2010 podpisał umowę z 1. FC Union Berlin.
5 lipca 2011 roku Thomik parafował 3-letni kontrakt z Górnikiem Zabrze. W czerwcu 2012 roku został wypożyczony na rok do swojego dawnego klubu – VfL Osnabrück. Po zakończeniu wypożyczenia trafił do VfL na zasadzie transferu definitywnego.